# اونتاریو تیچرز
اونتاریو تیچرز (فرانسوی: Régime de retraite des enseignantes et des enseignants de l'Ontario‎) شرکت سرمایه‌گذاری و مدیریت صندوق‌های بازنشستگی کانادایی است، که در سال ۱۹۹۰ توسط صندوق بازنشستگی معلمان اونتاریو تأسیس شد.